# Boris Luban-Plozza
Boris Luban-Plozza (* 29. Juni 1923 in St. Gallen; † 24. Dezember 2002 in Ascona) aus Rossa GR, war ein Schweizer Arzt, Psychiater, Psychosomatiker und Sozialmediziner. Er hat die nach Michael Balint benannten Balint-Gruppen wesentlich weiterentwickelt.

## Leben
Luban wuchs in St. Gallen als Sohn russischer Eltern auf und besuchte die Primarschule in Grono. Sein Vater war Arzt im südbündnerischen Calancatal. Boris studierte nach Absolvierung des Gymnasiums in Bellinzona ab 1942 Medizin in Genf, Basel und Bern. In Bern bestand er das Staatsexamen und wurde promoviert sowie als Assistent tätig. 1954 übernahm er die Landarztpraxis seines Vaters. Er habilitierte sich 1966 in Rom in Psychiatrie und lehrte danach Psychosomatische Medizin in Mailand, Heidelberg, Freiburg und in Kalifornien. Er führte auch weiterhin eine Landarztpraxis im Calancatal und praktizierte in der Klinik San Rocco in Grono. Später übernahm er die Leitung der Klinik Santa Croce in Orselina und hatte eine Praxis in seinem Wohnort Locarno. Zu Zeiten, als die Medizin sich immer weiter spezialisierte, plädierte er für eine ganzheitliche Medizin, worin der Patient als ganze Person wahrgenommen und auch die Beziehung zur Familie und zum Arzt einbezogen wird. Er nannte es therapeutisches Bündnis. Dazu wurde er von den Psychoanalytiker Erich Fromm und Michael Balint inspiriert. Ab 1968 wurde er für die Balint-Treffen, die die WHO Ascona-Modell nannte, ab 1985 für seine Beiträge zum emotionalen Lernen in den Balint-Gruppen bekannt. 1992 gründete er noch eine internationale Stiftung für Psychosomatik und Sozialmedizin in Ascona, um seine Anliegen verbreiten zu können.

## Ehrungen
- 1989  Albert-Schweitzer-Preis
- 16 universitäre Ehrendoktortitel

## Veröffentlichungen (Auswahl)
- Der nervöse Mensch: Seelische Störungen im Alltag 2. Auflage 1970, Goldmann Taschenbücher Medizin ISBN 3-442-09023-7
- mit Lothar Knaak: Rauschgift. Aufklärung über die geistig-seelischen und körperlichen Gefahren der Suchtmittel. Goldmann, 1971, ISBN 978-3-442-09012-9
- mit Lothar Knaak: Der Arzt als Arznei – Das therapeutische Bündnis mit den Patienten. Deutscher Ärzte-Verlag, Köln-Lövenich 1979; 3., überarbeitete Auflage mit neuem Untertitel Das therapeutische Bündnis mit dem Patienten und unter Mitarbeit von Hans H. Dickhaut: ebenda 1982, ISBN 978-3-7691-2316-6; Neuauflage mit Kurt Laederach-Hofmann 2002, ISBN 978-3-7691-1186-6.
- mit Lothar Knaak: Der ganzheitliche Mensch. Neue Wege zur körperlichen und seelischen Entspannung. Goldmann, 1972 (Neuauflage 1985, ISBN 978-3-442-09001-3)